# Nekromasse

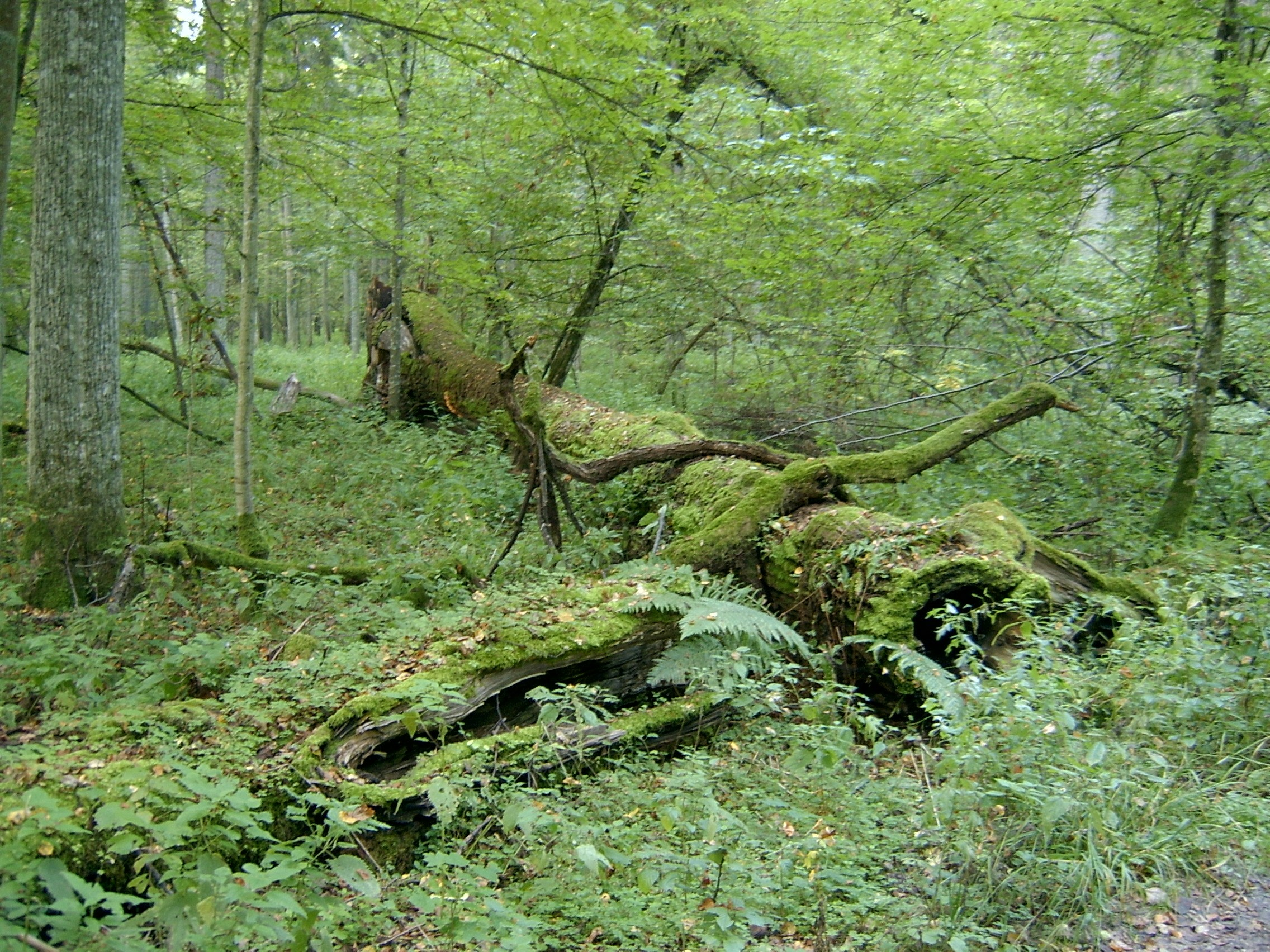
Totholz und Laub in einem Wald

Nekromasse (abgeleitet von griech. nekros für „unbelebt“ oder „Leichnam“) bezeichnet in der Biologie die Gesamtheit toter Biomasse in einem Ökosystem. Darin enthalten sind vor allem pflanzliche Biomassen wie Laub, abgestorbenes Holz (Totholz) oder Wurzelteile (Wurzel) auf oder im Boden. Der Begriff kann auch auf tote Teile lebender Organismen bezogen werden, beispielsweise auf die Borke und das abgestorbene Kernholz bei Bäumen oder auf die Haare und Krallen bei Tieren.
Die Nekromasse wird in der Regel auf eine Flächeneinheit oder, in limnischen Ökosystemen, auf ein Wasservolumen, bezogen. Die Summe aus pflanzlicher Nekromasse und pflanzlicher Biomasse ergibt die Phytomasse.

## Belege
1. 1 2  Stichwort „Nekromasse“ in: Herder-Lexikon der Biologie. Spektrum Akademischer Verlag, Heidelberg 2003, ISBN 3-8274-0354-5.
2. 1 2  Stichwort „Nekromasse“ in: Michael E. Begon, John L. Harper, Colin R. Townsend: Ökologie. Spektrum Akademischer Verlag, Heidelberg 1998, ISBN 3-8274-0226-3, S. 716.